# Kulturkritiker
En kulturkritiker ägnar sig åt att skriva recensioner av eller prata om konstnärliga verk, såsom musik, teater, dans, litteratur, film och konst. Vad som är kultur och vad som inte är det diskuteras livligt men den som jobbar inom kulturjournalistiken har ett brett spektrum att arbeta inom. En kulturkritiker rör sig inom alla medier och både inom populär- och finkultur.